# Bertrand Denzler
Bertrand Denzler (* 27. Oktober 1963 in Genf) ist ein Schweizer Musiker (Tenorsaxophon, auch elektronisch verstärkte Objekte, Gitarre, Computer), der im Bereich des Jazz und der Improvisationsmusik hervorgetreten ist.

## Wirken
Denzler, der am Konservatorium Zürich studierte, leitete zunächst Gruppen gemeinsam mit Harald Haerter und mit Chris Wiesendanger. Er hatte Auftritte in Europa, Nordamerika, Lateinamerika, dem Nahen und dem Fernen Osten sowohl als Solokünstler als auch mit Musikern wie Xavier Charles, Barry Guy, Lê Quan Ninh, Urs Leimgruber, Günter Müller, Bob Ostertag, Norbert Pfammatter, Hasse Poulsen, Mark Sanders, Gianni Gebbia, Sunny Murray, Mathieu Werchowski, Axel Dörner, Sven-Åke Johansson und Otomo Yoshihide. Seit 2001 ist er Mitglied von Hubbub (mit Frédéric Blondy, Jean-Luc Guionnet, Jean-Sébastien Mariage, Edward Perraud), seit 2005 Mitglied des Trio Sowari (mit Burkhard Beins und Phil Durrant), mit dem bisher drei Alben veröffentlicht wurden.
Denzler lebt in Paris und hat etwa 30 CDs auf Labels wie Potlatch, Creative Sources, Matchless, Magnetic Environments, For4Ears, Leo, Unit, Av-Art oder Fargone veröffentlicht. Gelegentlich arbeitet er für Kino und Theater, vor allem für den Regisseur Christoph Kühn.

## Diskographische Hinweise
- Bertrand Denzler Cluster: Y? (Leo Lab 2001, mit Benoît Delbecq, Hélène Labarrière, Norbert Pfammatter)
- NeuKöllner Modelle: Sektion 1–2 (SÅJ-Records 2016, mit Joel Grip, Sven-Åke Johansson)
- NeuKöllner Modelle: Zyklus 1 (Umlaut Records, 2019, mit Joel Grip, Sven-Åke Johansson)
- Bertrand Denzler / Antonin Gerbal: Sbatax (Umlaut Records, 2020)
- Hubbub: abb abb abb (Relative Pitch Records, 2025, mit Frédéric Blondy, Jean-Luc Guionnet, Jean-Sebastien Mariage, Edward Perraud)